# Ned Luke
Ned Luke, né le 4 octobre 1958, est un acteur américain. Il est connu pour avoir été la voix et l'acteur physique de Michael De Santa dans le jeu vidéo Grand Theft Auto V en 2013. Luke a également doublé Galopin dans la version originale du film d'animation Homère le roi des cabots. Il est apparu dans 29 films et émissions de télévision ainsi que dans plus de 100 publicités.

## Jeunesse
Ned Luke est né le 4 octobre 1958 à Danville, dans l'Illinois, de Fred Luke et Cindy Smith.[réf. nécessaire] Son grand-père maternel était l'acteur Paul Birch .
Il est diplômé à l'école secondaire de Danville en 1977, où il était athlète bi-sport et un excellent élève. Il a ensuite fréquenté l'Université de l'Illinois à Champaign. Il a quatre frères et sœurs.

## Carrière
Le premier rôle majeur de Luke en tant que doubleur était dans Homère le roi des cabots, où il jouait un chien de berger nommé Raffles (Galopin dans la version française). Il a été choisi comme guest star dans plusieurs émissions de télévision au cours des années 90 et au début des années 2000, et est apparu dans une centaine de publicités télévisées pour des marques telles que Budweiser et Burger King.
En 2007, désenchanté par le show-business et souhaitant que son fils vive là où il a grandi, Luke a décidé de faire une pause dans son métier d'acteur et a déménagé avec sa famille de Los Angeles à sa ville natale de Danville, où il a ouvert un restaurant avec son frère. Après deux ans, il a décidé de reprendre le métier d'acteur et lui et sa famille ont déménagé à New York. Son agent lui a suggéré d'auditionner pour un rôle dans Grand Theft Auto V, de Rockstar Games. Luke s'est d'abord moqué de l'idée de jouer dans un jeu vidéo, mais après avoir lu le script, il a décidé de procéder à l'audition. Luke a finalement été choisi comme l'un des trois protagonistes jouables du jeu, Michael De Santa. Grand Theft Auto V a ensuite établi plusieurs records de vente et est devenu le 2e jeu vidéo le plus rentable de l'histoire, comptant plus de 145 millions d'exemplaires vendus.

## Vie privée
Luke a épousé Amy Sax, professeur de yoga et actrice à temps partiel, le 12 novembre 1997. Ils ont un fils et vivent dans le comté de Westchester, dans l'État de New York. Luke est presque sourd de l'oreille droite.

## Filmographie

### Film
| Année | Titre                    | Rôle                |
| ----- | ------------------------ | ------------------- |
| 1984  | The Bear                 | Joueur de football  |
| 1991  | Homère le roi des cabots | Raffles             |
| 1996  | Le professeur foldingue  | Ouvrier du bâtiment |
| 1997  | On the Line              | Officier Al         |
| 1999  | Citation of Merit        | Sergent Smith       |
| 2017  | American Gothic          | Bill                |

### Télévision
| Année     | Titre                          | Rôle                      | Remarques                                      |
| --------- | ------------------------------ | ------------------------- | ---------------------------------------------- |
| 1992      | Gas Light                      | Officier                  | Épisode : "The Blonde in the Pond"             |
| 1994      | Haine et Passions              | Shérif                    | 2 épisodes                                     |
| 1995      | NYPD Blue                      | Avocat                    | Épisode: « Double Jeu »                        |
| 1996      | Murder One                     | Conspirationniste         | Épisode: « Chapitre Onze »                     |
| 1996      | Le Rebelle                     | Andy Warwick              | Épisode: « Molly »                             |
| 1997      | Burning Zone: Menace imminente | 2e officier               | Saison 2 - Épisode 2                           |
| 1997      | Haute Tension                  | Gary Butterworth          | Épisode: "Commande à distance"                 |
| 1999      | Hôpital central                | Garde du corps            | 2 épisodes                                     |
| 1999      | City Guys                      | Lonnie Collins            | Saison 3 - Épisode 20                          |
| 2000      | Le Caméléon                    | David Arnold              | Épisode: "État de manque"                      |
| 2000      | JAG                            | Officer Bracken           | Épisode: "Chute libre"                         |
| 2000      | Les Associées                  | Détective Ellard          | Épisode: "Preuves en image"                    |
| 2000      | Diagnostic: Meurtre            | Timmons                   | Épisode: "Un inspecteur patient"               |
| 2002      | New York, unité spéciale       | Mr. Wilmont               | Saison 3, épisode 16 "Fête macabre"            |
| 2003      | New York, unité spéciale       | Roger Swanson             | Saison 4, épisode 14 "Une mort prématurée"     |
| 2004      | New York 911                   | Ron Connelly              | Épisode: "Les plus grands enquêteurs du monde" |
| 2005      | As the World Turns             | Détective Langstorm       | 2 épisodes                                     |
| 2005      | Jonny Zéro                     | Officier Muncie           | Épisode: « Des flics sous influence »          |
| 2002–2005 | La Force du destin             | Pompier / Détective privé | 3 épisodes                                     |
| 2005      | New York, police judiciaire    | Ken Cosgrove              | Saison 16, épisode 8                           |
| 2009      | Katana                         | Le directeur              | Épisode: "Pilot"                               |
| 2013      | Boardwalk Empire               | L'homme grossier          | Épisode: « Coup de poker »                     |
| 2013      | New York, unité spéciale       | Mr. Thurber               | Saison 15, épisode 1 "Au secours d'Olivia"     |
| 2015      | Unfiltered                     | Randolph Wiley            | Rôle principal                                 |

### Jeux vidéo
| Année | Titre                 | Rôle             | Remarques                       |
| ----- | --------------------- | ---------------- | ------------------------------- |
| 2013  | Grand Theft Auto V    | Michael De Santa | Voix et Capture de mouvement    |
| 2018  | Red Dead Redemption 2 | Divers étrangers | Capture de mouvement uniquement |

## Distinctions
| Année | Titre              | Prix                                                                     |
| ----- | ------------------ | ------------------------------------------------------------------------ |
| 2014  | Grand Theft Auto V | Behind the Voice Actors Award: Meilleur ensemble vocal dans un jeu vidéo |